# بوب جاك
بوب جاك (بالإنجليزية: Bob Jack)‏ (4 أبريل 1876 في المملكة المتحدة - 6 مايو 1943 في المملكة المتحدة) هو مدرب كرة قدم ولاعب كرة قدم بريطاني (وحمل سابقاً جنسية المملكة المتحدة لبريطانيا العظمى وأيرلندا) في مركز الهجوم. لعب مع بريستون نورث إيند وبولتون واندررز ونادي بليموث أرجايل ونادي ساوثيند يونايتد ونادي ألوا أثليتيك وGlossop North End A.F.C. ‏.

## وصلات خارجية
- بوب جاك على موقع Soccerbase.com (مدرب) (الإنجليزية)